# Megan E. Abbott
Megan Abbott (21 de agosto de 1971) é uma escritora americana. Os seus livros pertencem ao género de ficção policial/thriller, e ao género não-ficção de análise de crimes. Os seus romances e contos basearam-se e retrabalharam subgéneros clássicos da escrita policial a partir de uma perspectiva feminina. Também é escritora e produtora de televisão.

## Biografia
Enquanto crescia, Abbott era fascinada pelos filmes dos anos 1930 e 1940s, que via no cinema em Grosse Pointe. Ela acredita que ter visto estes filmes em criança foi o início pelo seu interesse em ficção criminal. Abbott licenciou-se na Universidade de Michigan. Recebeu o seu doutoramento em Literatura Inglesa e Americana da Universidade de Nova Iorque, e ensinou na NYU, na State University of New York e na New School University. Em 2013 e 2014 foi a Escritora John Grisham residente na Universidade do Mississippi.
Em 2002, Abbott publicou o seu primeiro livro, The Street Was Mine: White Masculinity in Hardboiled Fiction and Film Noir, que a The Paris Review descreveu como "um trabalho presciente de teoria crítica". Nele, Abbott desafia os arquétipos de "homem duro" e "femme fatale" comuns na literatura noir.
Três anos depois, Abbott publica Die a Little, a primeira de várias obras que apresentam uma nova abordagem dos clássicos de literatura noir. Tendo como pano de fundo a cidade de Los Angeles em meados do século XX, conta a história de Lora King, uma professora cujo irmão Bill se apaixona por Alice Steele, uma antiga cliente da indústria cinematográfica. Com suspeitas dos motivos de Alice e com ciúmes da sua relação com Bill, Lora investiga o passado de Alice, e é sugada para o lado negro de Hollywood. Kirkus Reviews deu uma avaliação favorável ao livro.
Para além da literatura, Abbott já escreveu para jornais e revistas de renome, incluíndo o Los Angeles Times. Também escreve um blog em conjunto com a escritora Sara Gran.
Abbott foi argumentista do programa The Deuce, na HBO, que estreou em 2017 e fala sobre pornografia e a Máfia em Nova Iorque durante os anos 1970 e seguintes. Em 2019, adaptou o bestseller Dare Me para um série de televisão para a USA Network. Foi co-produtora executiva da série, junto com Gina Fattore.

## Influências
Abbott foi influenciada pelo estilo filme noir, ficção noir clássica, e o livro de Jeffrey Eugenides, As Virgens Suicídas. Dois dos seus livros fazem referências a crimes reais. The Song Is You (2007) é baseado no desparecimento de Jean Spangler em 1949, e Bury Me Deep (2009) no caso de 1931 de Winnie Ruth Judd, apelidado de "a Assassina do Baú".

## Receção e Prémios
Abbott ganhou o Prémio Edgar para Mystery Writers of America's   por ficção marcante. Time colocu-a na lista de "23 autores que admiramos" em 2011. Publishers Weekly deu ao seu livro The End of Everything, também em 2011, uma avaliação cinco estrelas.

### Prémios
| Ano  | Título                | Prémio                                                 | Resultado | Ref.          |
| ---- | --------------------- | ------------------------------------------------------ | --------- | ------------- |
| 2006 | Die a Little          | Anthony Award for Best Novel                           | Finalista | [ 14 ]        |
| 2006 | Die a Little          | Barry Award for Best First Novel                       | Finalista | [ 15 ] [ 14 ] |
| 2006 | Die a Little          | Edgar Award for Best First Novel                       | Finalista | [ 16 ] [ 14 ] |
| 2008 | Queenpin              | Anthony Award for Best Paperback                       | Finalista | [ 14 ]        |
| 2008 | Queenpin              | Barry Award for Best Paperback Original                | Venceu    | [ 15 ] [ 14 ] |
| 2008 | Queenpin              | Edgar Award for Best Paperback Original                | Venceu    | [ 14 ]        |
| 2009 | Bury Me Deep          | Hammett Prize                                          | Finalista | [ 14 ]        |
| 2010 | Bury Me Deep          | Anthony Award for Best Paperback                       | Finalista | [ 14 ]        |
| 2010 | Bury Me Deep          | Barry Award for Best Paperback Original                | Finalista | [ 14 ]        |
| 2010 | Bury Me Deep          | Edgar Award for Best Paperback Original                | Finalista | [ 14 ]        |
| 2010 | Bury Me Deep          | Macavity Award for Best Novel                          | Finalista | [ 14 ]        |
| 2012 | The End of Everything | Anthony Award for Best Mystery                         | Finalista | [ 14 ]        |
| 2012 | Dare Me               | Steel Dagger Award                                     | Finalista | [ 14 ]        |
| 2013 | Dare Me               | Anthony Award for Best Mystery                         | Finalista | [ 14 ]        |
| 2014 | The Fever             | Strand Critics Award for Best Novel                    | Indicado  |               |
| 2015 | The Fever             | ITW Thriller Award for Novel                           | Venceu    | [ 14 ]        |
| 2016 | "Little Men"          | Anthony Award for Best Short Story                     | Venceu    |               |
| 2017 | You Will Know Me      | Anthony Award for Best Mystery                         | Finalista | [ 14 ]        |
| 2017 | You Will Know Me      | ITW Thriller Award for Best Novel                      | Finalista | [ 14 ]        |
| 2017 | You Will Know Me      | Macavity Awards                                        | Finalista | [ 14 ]        |
| 2017 | You Will Know Me      | Steel Dagger Award                                     | Finalista | [ 14 ]        |
| 2018 | Give Me Your Hand     | Los Angeles Times Book Prize for Mystery/Thriller      | Indicado  |               |
| 2019 | Give Me Your Hand     | Anthony Award for Best Novel                           | Finalista | [ 14 ]        |
| 2019 | Give Me Your Hand     | Steel Dagger Award                                     | Finalista | [ 14 ]        |
| 2021 | The Turnout           | Booklist Editors' Choice: Adult Books for Young Adults | Seleção   | [ 17 ]        |
| 2021 | The Turnout           | Los Angeles Times Book Prize for Mystery/Thriller      | Venceu    | [ 18 ]        |
| 2022 | The Turnout           | ITW Thriller Award for Hardcover Novel                 | Finalista | [ 19 ]        |
| 2022 | The Turnout           | Booklist's Best Mysteries & Thrillers                  | Top 10    | [ 20 ]        |

## Publicações

### Como editora
- A Hell of a Woman: An Anthology of Female Noir (2007). ISBN 978-0979270994

### Não-ficção
- The Street Was Mine: White Masculinity in Hardboiled fiction and Film Noir (2002). ISBN 0-312-29481-6ISBN 0-312-29481-6

### Romances
- Die a Little (2005). ISBN 978-0743261708ISBN 978-0743261708
- The Song Is You (2007). ISBN 978-0743291712ISBN 978-0743291712
- Queenpin (2007). ISBN 978-1416534280ISBN 978-1416534280
- Bury Me Deep (2009). ISBN 978-1416599098ISBN 978-1416599098
- The End of Everything (2011). ISBN 978-0316097796ISBN 978-0316097796
- Dare Me (2012). ISBN 978-0316097772ISBN 978-0316097772
  - Tens Coragem? (em Portugal, Saída de Emergência, 2016)
- The Fever (2014). ISBN 978-0316231053ISBN 978-0316231053
  - O Contágio (em Portugal, Saída de Emergência, 2017)
- You Will Know Me (2016)[21] ISBN 978-0316231077
  - Saberás Quem Sou (em Portugal, Relógio D'Água, 2019)
- Give Me Your Hand (2018). ISBN 978-1509855681ISBN 978-1509855681
  - Dá-me a Tua Mão (em Portugal, Relógio D'Água, 2019)
- The Turnout (Summer 2021)[22] ISBN 978-0593084908
- Beware the Woman (2023).[23] ISBN 9780593084939

### Contos
- "Oxford Girl" (2016). Apareceu no Mississippi Noir.[24]
- "Girlie Show" (2016). Apareceu no In Sunlight or In Shadow: Stories Inspired by the Paintings of Edward Hopper.[25]
- "Little Men" (2015). Apareceu na The Best American Mystery Stories em 2016.[26]
- "My Heart Is Either Broken" (2013). Apareceu na Dangerous Women.

## Filmografia

### Televisão
| Ano       | Título      | Escritora | Produtora | Notas                           |
| --------- | ----------- | --------- | --------- | ------------------------------- |
| 2017-2018 | The Deuce   | SIM       | NÃO       | também como editora             |
| 2019      | Dare Me     | SIM       | SIM       | também como produtora executiva |
| TBA       | The Turnout | NÃO       | SIM       |                                 |